# 赤保木瓦窯跡
赤保木瓦窯跡（あかほぎかわらかまあと/あかほぎがようあと）は岐阜県高山市赤保木町釜洞の見量山（みはかやま）東南斜面にある奈良時代の瓦の窯跡。ここで生産された瓦は飛騨国分寺で用いられたことが知られている。1976年（昭和51年）11月9日付けで国の史跡に指定された。

## 概要
高山市の市街地北西にある見量山の山中に所在する4つの瓦窯跡から成り、瓦窯の周囲には平安時代から鎌倉時代にかけて使用された2つの須恵器窯跡がある。瓦窯は瓦を焼成するため成形した瓦を並べて焼けるように内部が階段状になっている半地下式の登り窯となっており、奈良時代後期から平安時代にかけて使用されていたとみられている。窯跡からの出土品には軒丸瓦、軒平瓦、丸瓦、平瓦、垂木先瓦や鬼瓦などの多彩な瓦の他、鉄製鎌、坏類が出土している。瓦の一部は飛騨国分寺から見つかったものと同種のものであり、飛騨国分寺の瓦が当窯跡で生産されていたと判明している。出土品の内容は窯ごとに大きな差がないため、大量の瓦を生産するため連続的に構築されたと考えられている。
1945年（昭和20年）4月9日に赤保木史蹟保存会が古くより釜洞と呼ばれていた地を発掘したところ、祝部土器（須恵器）片と瓦、灰、炭が出土して見出された。その後発掘域を広げたところ窯跡が発見され、1948年（昭和23年）12月3日には岐阜県の史跡に指定された。瓦窯には1号窯から4号窯までの番号が付けられており、最も下層にある4号窯から構築され次いで2号窯、3号窯、最後に1号窯が作られ、何度か修復を経たうえで用いられていたことが分かっている。調査の結果、煙出しの一部が土砂により破壊されているものの、状態は2号窯と4号窯で天井部分が残っているなど良好である。窯の大きさは奥行き9メートル前後、幅1メートル前後で、段数は判明しているもので16段と6段のものがある。国分寺の構築に関する重要な史跡であるとして、1976年（昭和51年）に国の史跡に指定された。
近隣には平安時代後期の窯跡で岐阜県の史跡に指定されている「よしま古窯跡」がある。